# Jarménil
Jarménil település Franciaországban, Vosges megyében. Lakosainak száma 437 fő (2022. január 1.). Jarménil Éloyes, Archettes, Cheniménil, Pouxeux és Xamontarupt községekkel határos.

## Népesség
A település népességének változása:
| Lakosok száma | 442  | 456  | 471  | 474  | 475  | 478  | 481  | 459  | 437  |
|               | 2013 | 2015 | 2016 | 2017 | 2018 | 2019 | 2020 | 2021 | 2022 |